# Castell de Pina
El Castell de Pina és el conjunt de restes arquitectòniques del que antany va constituir el Castell de la localitat de Pina, a la comarca de l'Alt Palància, que està catalogat com a Bé d'Interès Cultural per declaració genèrica, segons consta a la Direcció General de Patrimoni Artístic de la Generalitat Valenciana, amb el codi 12.07.090-004, no presentant anotació ministerial.

## Història
Es pot comprovar per documentació escrita que els orígens de Pina estan al segle xiv, quan en 1363 va ser fundada per Juan Alonso de Xèrica, per això, els autors estudien dues possibilitats, o bé la zona havia tingut poblaments anteriors que s'havien desmantellat, o bé realment no hi havia hagut cap població abans del segle xiv.
Tot i falta de documentació que ho acrediti, la hipòtesi més plausible és que realment la zona hagués estat despoblada per diferents motius i es repoblés al segle xiv, i en aquest moment es desmantellés el castell, utilitzant les seves pedres com a elements constructius del nou assentament. Per això hi ha autors que consideren que el castell va haver de tenir origen àrab.

## Descripció
En l'actualitat del castell no en queda pràcticament res, pot apreciar-se el que seria el perímetre del mateix així com part dels murs de les muralles que l'envoltaven. Per l'estudi de les restes es pot dir que la plata era rectangular i es tractava d'un castell de tipus montà.